# 683 Lanzia
683 Lanzia este un asteroid din centura principală, descoperit pe 23 iulie 1909, de Max Wolf.